# Ethisch dilemma
Een ethisch dilemma is een situatie waarbij iemand verschillende keuzen tot handelen heeft die betrekking hebben op moraliteit. Deze beslissing kan uitmonden  in onwenselijke situaties. Een ethisch dilemma bevat altijd verschillende waarden. 
Deze dilemma's worden vooral gebruikt om aan te tonen dat het utilisme tot onwenselijke situaties leidt. Enkele voorbeelden:
Ethisch dilemma van Marcel van Dam:
Een vrachtwagenchauffeur rijdt op een smalle weg en ziet voor zich aan zijn kant van de weg twee wandelaars en aan de overkant een fietser. Hij kan er niet tussendoor dus hij remt, maar de remmen weigeren. Als hij niets doet rijdt hij twee mensen dood. Als hij naar links stuurt slechts een. Wat moet hij doen?
Een andere vorm van dit dilemma is:
Een arts loopt in de gang van zijn ziekenhuis. Hij heeft twee patiënten met een zeer zeldzame bloedgroep. De ene heeft een hart nodig, de ander een lever. Maar die zijn niet voorradig en de patiënten zullen sterven. Dan komt hem een coassistent tegemoet waarvan hij weet dat zij dezelfde zeldzame bloedgroep heeft. De arts heeft hier ook de keuze. Doet hij niets, dan vallen er twee doden, maar hij kan ook ingrijpen en een coassistent opofferen.
Het probleem bij deze dilemma's is dat een keuze moet worden gemaakt tussen het doden van één of meer personen. Het utilisme bepaalt dat de utiliteit (geluk, plezier etc.) altijd gemaximaliseerd moet worden en dus gekozen moet worden voor het doden van het minst aantal personen.
Deze keuze wordt door de deontologische ethiek bestreden. In de kantiaanse ethiek bijvoorbeeld, verbiedt de categorische imperatief dat men mensen gebruikt als een middel. Er kan aldus nooit iemand gedood worden om bijvoorbeeld organen te leveren voor meerdere personen. Er ontstaat aldus een moreel dilemma.
Van het handelen bij ethische dilemma's kan men leren voor nieuwe vergelijkbare situaties. Dit noemen we 'moresprudentie'. 